# Escut de Navarra
L'escut de Navarra, dissenyat el 1910, apareix descrit en l'article 7.1 de la Llei Orgànica de Reintegració i Amillorament del Règim Foral de Navarra, de 10 d'agost de 1982 que estableix: "L'escut està format per cadenes d'or sobre fons vermell, amb una maragda en el centre d'unió dels seus vuit braços de baules i, sobre elles, la Corona Reial, símbol de l'Antic Regne de Navarra".

## Arrano Beltza
L'Arrano Beltza va ser segell familiar de la dinastia Ximena i en aquest període (1134-1234), degut al fet que els sobirans eren "propietaris del Regne" va passar a considerar-se com l'escut del Regne de Navarra en algunes ocasions.

## Llegenda de l'escut actual
Aquesta descripció correspon a l'escut històric de Navarra -cadena d'or sobre fons de gules- que la llegenda relaciona amb l'escut d'armes que el rei navarrès Sanç VII de Navarra va adoptar com propi el 1212, després de la victòria dels reis cristians de Navarra, Castella i Aragó (el de Lleó i el de Portugal no van participar), contra les tropes musulmanes, succeïda en les Navas de Tolosa (actual província de Jaén), dintre de la reconquesta de la península.
Les cadenes representarien aquelles que envoltaven la tenda del rei musulmà Miramamolín el Verd i que Sanç VII de Navarra va trencar amb la seva pròpia espasa. La maragda central representa la que el rei vençut duia sobre el seu turbant, i de la qual es deia que era l'únic diamant verd del món. Aquesta maragda es conserva a la Col·legiata de Roncesvalles. De restes de les cadenes d'aquesta batalla n'hi ha a la mateixa Col·legiata, també al Palau de Navarra i fins diu la llegenda que ho són aquelles que subjecten la dama del Monument als Furs de Navarra.

## Oficialitat
El 1910, preparant el setè centenari de la batalla de Las Navas de Tolosa, la Diputació Foral va aprovar el disseny de l'escut i la bandera de Navarra. Realitzat per Arturo Campión, Julio Altadill i Hermilio de Olóriz, aquell mateix any la Diputació el va aprovar com a model oficial, representant les baules de les cadenes tal com són les que encara es conserven procedents de la batalla (les cadenes que figuren a l'escut d'Espanya, no obstant això, responen a un disseny anterior, i per això les seves baules no són allargades sinó ovalades).
L'escut va sofrir algunes modificacions el 1931, amb la proclamació de la II República (substitució de la corona reial per una altra de mural). Posteriorment, durant el franquisme, s'hi va afegir la Creu Llorejada de Sant Ferran, amb la qual es va condecorar Navarra pel seu paper protagonista durant la guerra civil del 1936 a favor de l'anomenat bàndol nacional.
El 1981 es va recuperar el disseny de 1910 i es va retirar la creu llorejada.

Escut de Navarra aprovat per la Diputació Foral el 1910; va ser usat entre 1910 i 1931
Escut de Navarra durant la II República; va ser usat entre 1931 i 1937
Escut de Navarra amb la creu llorejada de San Fernando usat durant el franquisme; va ser oficial entre 1937 i 1981
Escut de Navarra actual (es va tornar al model de 1910, amb el disseny actualitzat el 1985), usat des de 1981